# Gargallo (kommunhuvudort i Spanien, Aragonien, Provincia de Teruel, lat 40,84, long -0,58)
Gargallo är en kommunhuvudort i Spanien.   Den ligger i provinsen Provincia de Teruel och regionen Aragonien, i den östra delen av landet, 270 km öster om huvudstaden Madrid. Gargallo ligger 945 meter över havet och antalet invånare är 107.
Terrängen runt Gargallo är kuperad, och sluttar norrut.  Trakten runt Gargallo är nära nog obefolkad, med mindre än två invånare per kvadratkilometer. Närmaste större samhälle är Andorra, 19,4 km nordost om Gargallo. Omgivningarna runt Gargallo är i huvudsak ett öppet busklandskap.